# Torreblacos
Torreblacos település Spanyolországban, Soria tartományban. Torreblacos Talveila, Cubilla, Blacos és Rioseco de Soria községekkel határos. Lakosainak száma 26 fő (2024).

## Népesség
A település népessége az elmúlt években az alábbi módon változott:
| Lakosok száma | 33   | 33   | 33   | 29   | 28   | 28   | 26   | 25   | 26   | 26   |
|               | 2001 | 2004 | 2007 | 2009 | 2012 | 2014 | 2017 | 2019 | 2022 | 2024 |